# Javier Colina
Javier Colina (Pamplona, 1960) és un contrabaixista de jazz i flamenc.

## Trajectòria
Es va iniciar de forma autodidacta al contrabaix, després d'haver estudiat piano. A principis dels 90, comença a destacar com contrabaixista en diferents projectes de l'anomenat "jazz flamenc". Amb el bateria Guillermo McGuill forma el trio del pianista gadità Chano Domínguez, amb el qual Colina participa en nombrosos festivals de jazz i apareix al documental Calle 54 de Fernando Trueba.
Des de llavors, Colina desenvolupa una activitat constant, treballant amb importants figures del jazz (George Cables, Hank Jones, Barry Harris, John Hicks, Loui Bellson, Gary Bartz, Jimmy Owens, Frank Lacy, Idris Muhammad, George Benson, Dizzy Gillespie, Houston Person, Tete Montoliu, Marc Miralta o Perico Sambeat), del flamenc (Tomatito, Joaquín Cortés, Diego "El Cigala", Ketama, Radio Tarifa, "El Bola", Carmen Linares, Dieguito o Enrique Morente), del pop (Miguel Bosé, Juan Perro, Martirio), Silvia Pérez Cruz i amb altres figures com Toumani Diabaté, la Fort Apache Band del trompetista i percussionista novaiorquès Jerry González, Javier Paxariño, Carlos Núñez, Pancho Amat o Compay Segundo.
Col·labora amb Juan Perro en la gira "Flamenca" i en l'enregistrament del disc "Arrels al vent". Després, emprèn, al costat del pianista Bebo Valdés i Diego "El Cigala" el projecte "Lágrimas negras", produït per Fernando Trueba, amb el qual arriba a actuar durant una setmana en el llegendari club novaiorquès Village Vanguard, actuacions posteriorment registrades i publicades. El 2007 llança al mercat el seu primer i fins al moment únic disc en solitari, en formació de septet i amb el títol "Si te contara". El 2011 i al costat de la veu de Sílvia Pérez Cruz edita "En la imaginación" amb boleros cubans. També en 2011 apareix en el documental "Jazz en España" de la productora "14 pies" per a la cadena de televisió Canal d'Història.
Javier Colina és un referent del contrabaix a Espanya3 i a tot Europa. Havent heretat el dinamisme expressiu de Bill Evans, Javier Colina és un músic d'enorme versatilitat. S'expressa amb soltesa en idiomes tan diversos com el jazz, la música llatina, el pop i, sobretot, el flamenc, estil en què ha estat pioner en l'ús del contrabaix i en el qual, al costat de Carles Benavent és un dels seus màxims exponents actuals.